# Marinos Phalieros
Marinos Phalieros, auch Marinos Falieros (griechisch Μαρίνος Φαλιέρος) ist ein bisher nicht sicher identifizierter venezianisch-kretischer Dichter des 15. oder 16. Jahrhunderts, der Zeit der Venetokratie, der venezianischen Herrschaft über Kreta während der Renaissance und frühen Neuzeit.
Ihm werden fünf Gedichte zugeschrieben:
1. Ερωτικόν ενύπνιον („Erotischer Traum“): Ein kurzes Gedicht von 124 Versen über einen Traum des Sprechers, in dem Eros ihn über die Geheimnisse der Liebe und die Beziehung von Liebe und Schicksal aufklärt; als er seine Geliebte umarmen will, erscheint Fortuna; in diesem Augenblick wird er durch das Krähen eines Hahns geweckt und kann nicht mehr einschlafen.
2. Ιστορία και όνειρο („Geschichte und Traum“): Ein dramatischer Dialog von 758 Versen, dessen Figuren der Sprecher, die Göttin Fortuna, die Geliebte Athousa und ihre Dienerin Pothoula sind. Wiederum im Traum erscheint Fortuna dem Sprecher und führt ihn nach einem Vortrag über die Trinität des Schicksals zum Haus der Athousa. Fortuna, der Sprecher und Pothoula versuchen, diese von der Aufrichtigkeit der Liebe des Sprechers zu überzeugen, und schwören gar einen Eid darauf. Als der Sprecher alle Probleme gelöst wähnt, wacht er, von einem Floh gestochen, auf.
3. Θρήνος εις τα πάθη και την σταύρωσιν του Κυρίου και Θεού και Σωτήρος ημών Ιησού Χριστού („Klage über die Leiden und die Kreuzigung unseres Herrn und Gottes und Heilands Jesus Christus“): Ein Mysterienspiel von 402 Versen über die Leiden und die Kreuzigung Jesu; der Jude Tzadok erläutert dem Sprecher die hebräischen Buchstaben in einer bildlichen Darstellung der Kreuzigung, eine Erläuterung, die durch einen kurzen Dialog eines Christophilos mit Tzadok unterbrochen wird.[1] Die Klagen der Maria nehmen etwa zwei Drittel des Werks ein, weitere biblische und erfundene Personen treten auf. Es handelt sich um eines der seltenen religiösen Dramen in der byzantinischen Literatur.
4. Ρίμα παρηγορητική („Trostgedicht in Reimen“): Ein konsolatorischer Brief (Trostbrief) an einen gewissen Benedetto da Molin aus Kreta, das einzige Beispiel für diese Gattung in der byzantinischen Literatur.
5. Λόγοι διδακτικοί („Lehrreden“): An den Sohn Marco gerichtete religiöse „Lehrreden“ über den Weg der Tugend und die Lebenswahl des Menschen im Umfang von 322 Versen. Vermutlich aus der Zeit zwischen September 1521 und Juni 1523.

Für alle Gedichte darf Einfluss italienischer Literatur angenommen werden, in etlichen Fällen lässt er sich genau nachweisen.
Der Dichter gehörte wohl dem kretischen Zweig der adligen Familie der Falier an und stammte damit wohl von einem der vier Mitglieder der venezianischen Familie ab, die zu den ersten Kolonisten gehörten, welche 1211 nach Kreta kamen. Dem venezianischen Zweig der Familie entstammte der gleichnamige, hingerichtete 55. Doge Marino Falier (1285–1355), der jedoch zu dem Dichter in keinerlei sonstigem Bezug steht. Allerdings bieten die Quellen zwei Personen dieses Namens zur Identifikation mit dem Dichter an:
1. Marinos, Sohn des Marco (* vor 1397; † Juni 1474), verheiratet mit Fiorenza Zeno, der Tochter des Herren von Andros, Pietro Zeno;
2. Marinos, Sohn des Francesco und Enkel des vorgenannten (* etwa 1470; † wohl in der zweiten Hälfte 1527), verheiratet mit Zizilia Abramo.

In der früheren Forschung hatte man den jüngeren der beiden für den Dichter gehalten. Die neueren Herausgeber der Gedichte, Willem F. Bakker und Arnold F. van Gemert, können diese zwar auch nicht sicher zuweisen, gehen aber nunmehr davon aus, dass der ältere dieser beiden Männer alle genannten Gedichte verfasst hat.

## Ausgaben
- Willem F. Bakker, Arnold F. van Gemert (Hrsg.): Θρήνος εις τα πάθη και την σταύρωσιν του Κυρίου και Θεού και Σωτήρος ημών Ιησού Χριστού, ποιηθείς παρά του ευγενεστάτου άρχοντος κυρού Μαρίνου του Φαλιέρου. Κριτική έκδοση. Hērakleio: Panepistēmiakes ekdoseis Krētēs, 2002, ISBN 960-524-149-8. – Rezension von: Walter Puchner, in: Südost-Forschungen 64–65 (2004–2005) 667 – 669.
- Arnold F. van Gemert (Hrsg.): Μαρίνου Φαλιέρου Ερωτικά όνειρα. Με εισαγωγή, σχόλια και λεξιλόγιο. Thessalonikē, 1980 (Βυζαντινή και Νεοελληνική Βιβλιοθήκη, 4).
- Willem F. Bakker, Arnold F. van Gemert (Hrsg.): The Λόγοι διδακτικοί of Marinos Phalieros. A critical edition with introduction, notes, and index verborum. Leiden: Brill, 1977 (Byzantina Neerlandica, 7), ISBN 90-04-04856-1. Google Bücher:
- Willem F. Bakker, Arnold F. van Gemert (Hrsg.): The Ρίμα παρηγορητική of Marinos Phalieros. A critical edition with introduction, notes, and index verborum, in: W. F. Bakker, A. F. van Gemert, W. J. Aerts (Hrsg.): Studia Byzantina et Neohellenica Neerlandica. Leiden: Brill, 1972 (Byzantina Neerlandica, 3), ISBN 90-04-03552-4, Ss.74–198. Google Bücher:
- Γεώργιος Θ. Ζώρας (Hrsg.): Μαρίνου Φαλιέρου Ρίμα παρηγοριτική (κατά τον κώδικα 1549 της Λαυρεντιακής Βιβλιοθήκης της Φλορεντίας). Athen, 1956.